# Галерија огледала
Галерија огледала (фр. La galerie des Glaces, Grande Galerie) је пространа барокна галерија у дворцу у Версају. Саграђена је у XVII веку, као блистава репрезентативна просторија краља Луја XIV. Имала је намену да импресионира посетиоце овог апсолутистичког монарха. Дугачка је 73 метра, широка 10,5 метара, са 17 великих прозора на једној страни и 357 огледала на другој. Галерију огледала је пројектовао архитекта Жил Арден-Мансар. Саграђена је између 1678. и 1684. 
Галерија огледала спаја салоне рата и мира. Огледала су изграђена у мануфактури коју је 1665. основао Жан-Батист Колбер да би разбио венецијански монопол у овом занату. Шарл Лебрен је осликао више од 1000 m² таванице, на којој је приказао 30 великих композиција. Некада је ову галерију красио намештај од сребра. 

## Историјски значај
У Галерији огледала је прослављено венчање краља Луја XVI и Марије Антоанете 1770. Дана 18. јануара 1871. овде је проглашено Немачко царство и крунисан цар Вилхелм. Потписивањем Версајског мировног уговора у Галерији огледала 28. јуна 1919, окончан је Први светски рат.